# Hélène de Beauvoir
Henriette-Hélène de Beauvoir (París, 6 de juny de 1910 - Goxwiller, 1 de juliol de 2001) va ser una pintora francesa. Era la germana menor de la filòsofa Simone de Beauvoir. El seu art fou exposat a Europa, Japó i els EUA.
Es va casar amb Lionel de Roulet. Quan Elena de Beauvoir es traslladà a viure a Goxwiller, un poble a prop d'Estrasburg, es va convertir en presidenta del centre per a dones maltractades. Va continuar pintant fins als 85 anys. Les seves pintures es relacionen sovint amb la filosofia del feminisme i les qüestions de la dona.